# HMS Royal Sovereign (05)
La HMS Royal Sovereign (pennant number: 05) era una nave da battaglia classe Revenge della Royal Navy. Entrò in servizio dopo la battaglia dello Jutland, durante la prima guerra mondiale, prestando poi servizio nella seconda guerra mondiale. A partire dal 1944 servì nella Marina sovietica col nome di Arkhangelsk. L'unità venne ammodernata diverse volte, con l'armamento modificato nel 1928, nel 1936, nel 1939, nel 1942, nel 1943 e nel 1945 ed il dislocamento che passò dalle iniziali 27.550 tonnellate a 33.650 tonnellate ed infine a 35.390 tonnellate.

## Storia

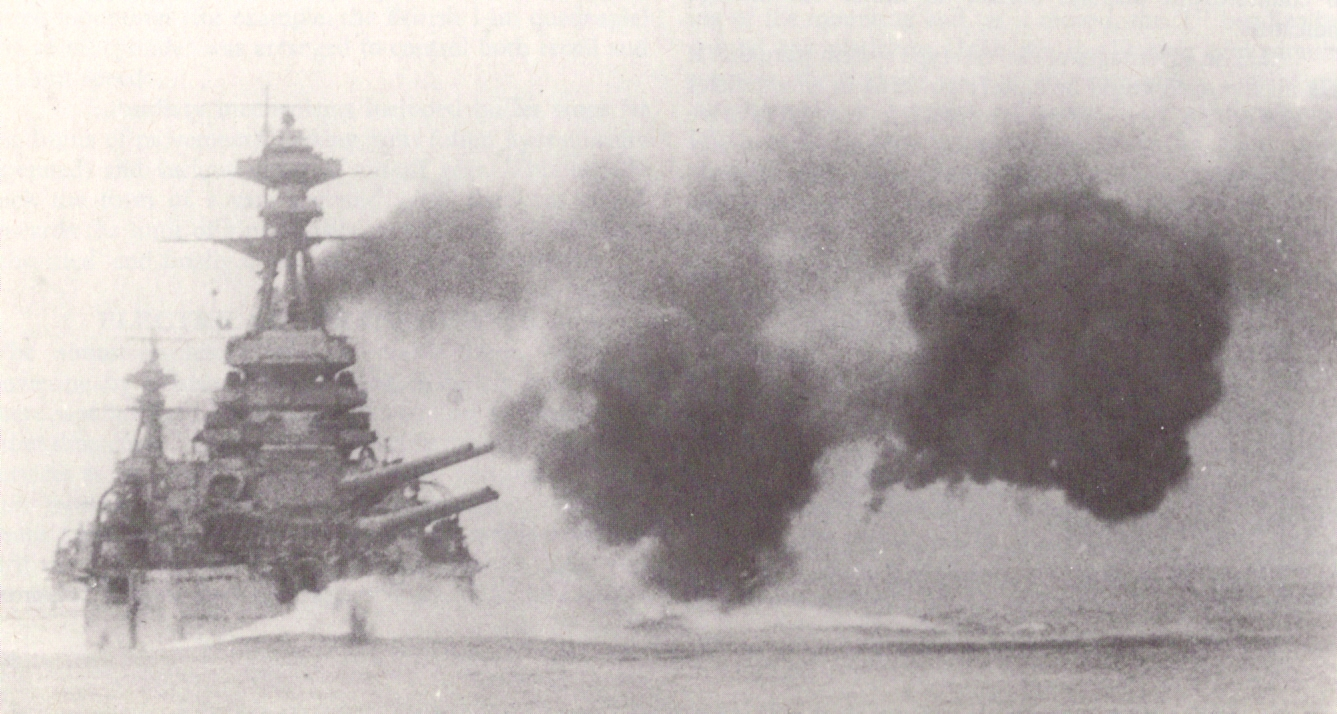
La nave in un'esercitazione di artiglieria durante la prima guerra mondiale

La nave venne costruita all'inizio della prima guerra mondiale ed entrò in servizio il 18 aprile 1916, ma non fece in tempo a prendere parte alla Battaglia dello Jutland.
All'inizio della seconda guerra mondiale, nel settembre 1939, la Royal Sovereign era inquadrata nella Home Fleet, ma a metà del 1940 venne ridislocata nel Mediterraneo aggregata alla Mediterranean Fleet, partecipando alla battaglia di Punta Stilo del 9 luglio 1940 inquadrata nella I Divisione navi da battaglia, in qualità di nave insegna dell'ammiraglio Henry Pridham-Wippel. In questa occasione la sua scarsa velocità impedì all'ammiraglio Andrew Cunningham di impegnare le corazzate italiane Giulio Cesare e Cavour.
Nel periodo 1940-41 fu utilizzata come scorta dei convogli nell'Oceano Atlantico. Nell'ottobre 1942 fu brevemente assegnata alla Eastern Fleet ma, dopo essere stata assegnata a Ceylon, alla base di Trincomalee, venne ritirata a Kilindini in Kenya con le altre corazzate della classe Revenge, in quanto queste navi furono ritenute obsolete rispetto alle navi da battaglia della Marina imperiale giapponese.
Nel 1942-43, la Royal Sovereign venne inviata negli Stati Uniti d'America per essere sottoposta a lavori di ammodernamenti.

## Archangel'sk
L'Unione Sovietica, dopo l'armistizio dell'8 settembre 1943 e la conseguente uscita dell'Italia dall'asse, nel corso della Conferenza di Mosca, nell'incontro tra i ministri degli esteri delle tre principali potenze alleate, Eden, Hull e Molotov, aveva richiesto una consistente quota di naviglio militare e mercantile italiano in conto riparazione danni di guerra, tra cui una corazzata.

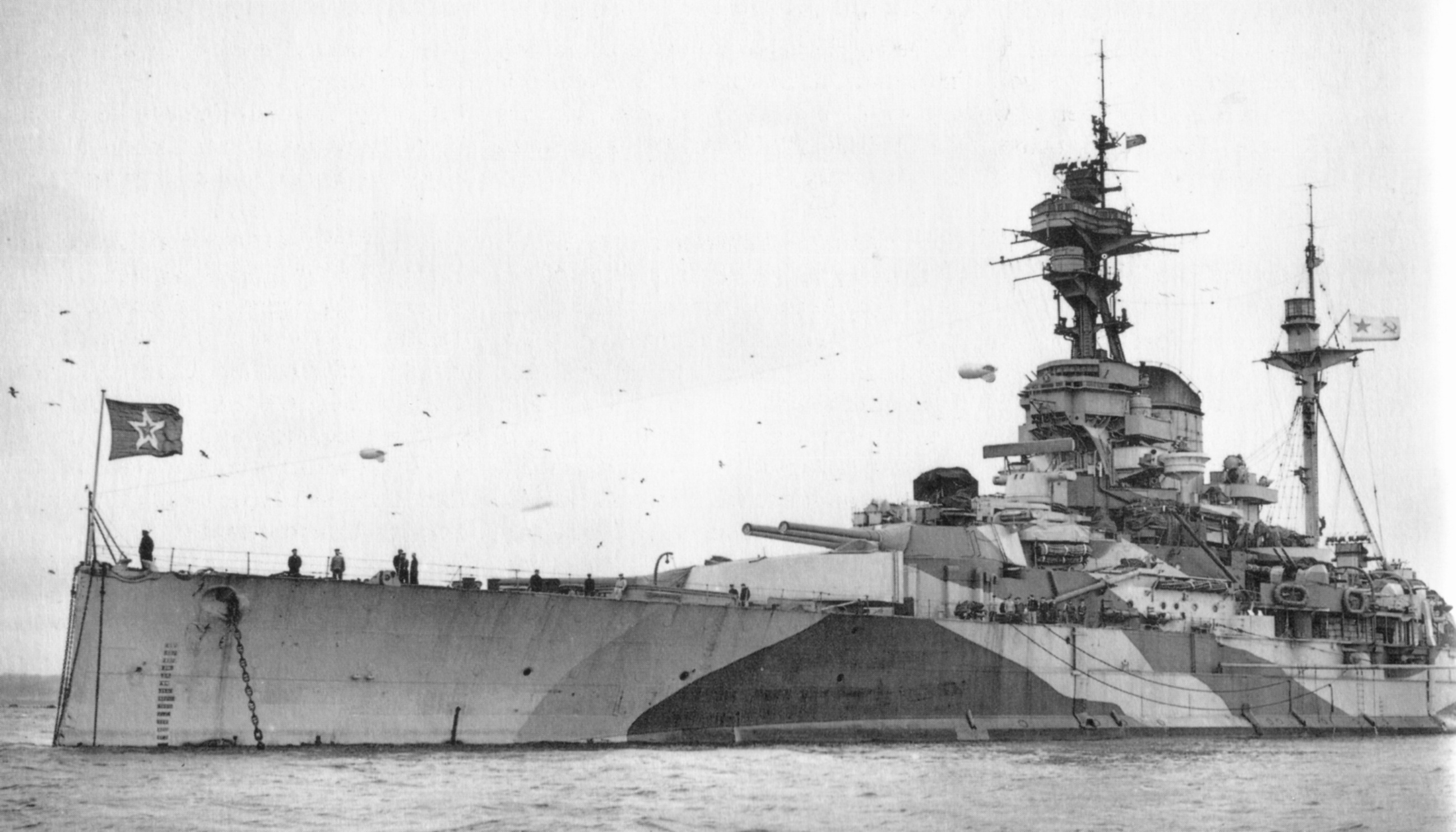
La nave con le insegne della Marina sovietica

Tale richiesta era stata ribadita nell'incontro tra Stalin, Roosevelt e Churchill alla conferenza di Teheran trovando l'appoggio del presidente statunitense; ma essendo in quel momento l'Italia cobelligerante con gli Alleati, non venne ritenuto opportuno la spartizione della flotta italiana, per cui i sovietici ricevettero in cambio, a titolo di prestito, da americani e inglesi alcune unità, in attesa che con la fine del conflitto fosse stata decisa la sorte della flotta italiana. Tra le navi che i sovietici ricevettero a titolo di prestito c'erano alcuni cacciatorpediniere della classe Town, tre battelli classe U, un incrociatore leggero americano della classe Omaha e la corazzata che il 30 maggio 1944 venne trasferita in prestito alla Marina sovietica con una cerimonia a Scapa Flow. Tutte queste unità prestarono servizio nella Flotta del Nord e vennero restituite al termine del conflitto, tranne un cacciatorpediniere ed un sommergibile che andarono persi per cause belliche.
Al momento del passaggio all'Unione Sovietica l'armamento era costituito da otto cannoni da 381/42mm in quattro torri binate, otto cannoni da 152/42mm singoli, otto cannoni da 102/45mm per la difesa aerea, mentre la difesa aerea a corto raggio era costituita da 24 cannoni da 40/45mm in quattro impianti quadrupli e quattro impianti binati e 46 mitragliere da 20/70mm in 14 impianti singoli e sedici impianti binati.
Dopo avere imbarcato l'equipaggio sovietico e innalzato la bandiera sovietica, la nave venne ribattezzata Arkhangel'sk (in russo: Архангельск) in onore della città di Arcangelo, nota nel mondo occidentale come destinazione dei Convogli Artici britannici.
Dopo essere stata aggregata il 24 agosto al convoglio JW.59, l'Archangel'sk rimase poi inoperativa nel mare Artico per il resto della guerra per essere poi restituita alla Royal Navy il 4 febbraio 1949, quando in seguito al trattato di pace i sovietici ottennero dall'Italia in conto riparazione danni di guerra la corazzata Giulio Cesare che era stata consegnata ai sovietici dagli italiani il giorno precedente, 3 febbraio, nel porto albanese di Valona.

## Ritorno nel Regno Unito
Dopo aver lasciato l'Unione Sovietica, la nave venne venduta ad una ditta di demolizione il 5 aprile 1949 e il 18 maggio 1949 giunse a Inverkeithing, dove venne successivamente smantellata.
Parte della meccanica della sua torretta fu in seguito riutilizzata nel radiotelescopio Mark I nell'osservatorio di Jodrell Bank, in Cheshire, nel 1955-57.